# セヌリ党 (2017)
セヌリ党（韓国語：새누리당）は、韓国の保守政党。
2017年4月5日設立。大統領弾劾後も朴槿恵を引き続き支持する保守系の人々（親朴派）によって結成された政党で、韓国では極右と見なされている。

## 概説
朴槿恵大統領（当時）は、2016年10月に一連のスキャンダル（崔順実ゲート事件）が発覚し、同年12月に国会から弾劾訴追を受けた（朴槿恵韓国大統領弾劾訴追）。これを受け、朴槿恵政権の与党かつ韓国の保守派で最大勢力を有する旧セヌリ党は支持率が急速に低迷、また党内の反朴大統領派が大統領弾劾訴追に同調し、最終的に集団離党と正しい政党結成に繋がったことで、党勢は深刻なダメージを受けた。
そのため、翌2017年1月に旧セヌリ党は党のイメージを刷新すべく5年ぶりに党名を変更する事とし、同年2月8日の議員総会で責任党員から最も多くの支持を受けた「自由韓国党」を新しい党名にする事を決定、2月13日の常任全国委員会の会議で党名変更が正式に決定された。
その一方で、朴槿恵大統領の弾劾に反対する集会を行ってきた親朴系の旧セヌリ党議員と保守団体は、朴槿恵から距離を置こうとする旧セヌリ党に反発して独自政党の結成準備を進めた。そして旧セヌリ党が「セヌリ」という党名を放棄した為、彼らは2017年2月21日にセヌリ党創党準備委員会を結成し、3日後に中央選挙管理委員会へ政党登録申請を行った。
2017年4月5日に新セヌリ党は結党大会を開催し、「大統領弾劾無効のための国民総決起運動本部」の鄭光澤（チョン・グヮンテク）代表と同団体の共同代表である權寧海（クォン・ヨンヘ）元国家安全企画部長を党の共同代表に選出した。そして4月9日に「親朴派（親朴槿恵）の核心」と呼ばれる元自由韓国党党員（4月8日離党）の趙源震（チョ・ウォンジン）が入党したことで新セヌリ党は国会に議席を有する院内政党となり、翌4月10日に政党登録が完了して正式な政党となった。
4月11日、新セヌリ党は第19代大統領選挙で大統領候補に趙源震を公認したが、最終的な得票率は0.13%と惨敗に終わった。大統領選終了後、新セヌリ党を掌握した親朴系の党員は親趙源震系の党員を懲戒し始め、6月17日には趙源震の除名を公式に発表した。これにより、唯一の国会議員を失った新セヌリ党は院外政党となり、除名された趙源震と彼を支持するグループは8月30日に大韓愛国党を結成した。
趙源震の除名以降、党の活動は極めて低調な状態が続いており、時折公式ホームページで情報を発信する程度である。2018年の第7回全国同時地方選挙では、江原道横城郡の基礎自治議員に2名の候補を擁立したが、いずれも落選した。また、2020年の第21代総選挙にも候補者を擁立したが、いずれも落選している。

## 選挙結果
| 代     | 年月日       | 候補者名 | 得票（得票率） | 得票（得票率） | 当落        | 備考 |
| 代     | 年月日       | 候補者名 | 得票数         | 得票率         | 当落        | 備考 |
| ------ | ------------ | -------- | -------------- | -------------- | ----------- | ---- |
| 第19代 | 2017年5月9日 | 趙源震   | 42,949         | 0.13%          | 落選（6位） |      |

| 代     | 年月日        | 結果 | 結果   | 結果      | 結果        | 備考 |
| 代     | 年月日        | 合計 | 地域区 | 比例 代表 | 政党 得票率 | 備考 |
| ------ | ------------- | ---- | ------ | --------- | ----------- | ---- |
| 第21代 | 2020年4月20日 | 0    | 0      | 0         | 0.28%       |      |

| 選挙                  | 年月日        | 広域団体長 | 基礎団体長 | 広域議会 | 広域議会 | 広域議会 | 広域議会          | 基礎議会 | 基礎議会 | 基礎議会 |
| 選挙                  | 年月日        | 広域団体長 | 基礎団体長 | 合計     | 地域区   | 比例代表 | 得票率 (比例代表) | 合計     | 地域区   | 比例代表 |
| --------------------- | ------------- | ---------- | ---------- | -------- | -------- | -------- | ----------------- | -------- | -------- | -------- |
| 第7回全国同時地方選挙 | 2018年6月13日 | -          | -          | -        | -        | -        | -                 | 0        | 0        | -        |

出典：선거통계시스템（選挙統計システム）。